# Saint-Georges-de-l'Oyapock
Saint-Georges-de-l'Oyapock és un municipi francès, situat a la regió d'ultramar de la Guaiana Francesa. L'any 2006 tenia 86 habitants. Limita amb Régina a l'oest, Ouanary al nord, Camopi al sud i l'estat d'Amapá a l'est.

En roig el territori comunal de Saint-Georges-de-l'Oyapock.

## Situació
Està situat al costat del riu Oyapock (que fa frontera amb Brasil) i està del costat oposat de la ciutat brasilera d'Oiapoque. Des de 2004 està connectada amb la resta de la Guaiana francesa a través d'un camí asfaltat. Amb un acord signat en 2005 per Brasil i França, s'ha construït un pont sobre el riu Oyapock i serà obert en 2010. Quan s'inauguri aquesta estructura hi haurà la primera via que connectarà per terra a la Guaiana francesa amb la resta del món.

## Demografia
| 1961                                       | 1967  | 1974  | 1982  | 1990  | 1999  |
| ------------------------------------------ | ----- | ----- | ----- | ----- | ----- |
| 1.181                                      | 2.062 | 2.950 | 6.773 | 1.523 | 2.153 |
| Des de 1962: població sense dobles comptes |       |       |       |       |       |

## Administració
| Període   | Identitat                 | Partit |
| --------- | ------------------------- | ------ |
| 2001-2008 | Georges Elfort            |        |
| 2008-     | Fabienne Mathurin-Brouard |        |

## Història
La vila deu el seu origen a la creació en el segle xix, una presó, de la qual avui no en queda rastre, a diferència de la de montagne d'argent. De fet, això es deu al fet que va ser construït totalment de fusta. L'església de la vila és l'única empremta visible del treball redemptori dels nous rics de la República.
La comuna és un dels principals assentaments dels indígenes palikurs. Uns 500 palikurs viuen a la comuna, en barris construïts específicament per a ells a la ciutat, i a la vila de Trois-Palétuviers.